# Pentecoste
Pentecoste é um município brasileiro do estado do Ceará. Sua população estimada em 2010 é de 37.813 habitantes.

## Geografia

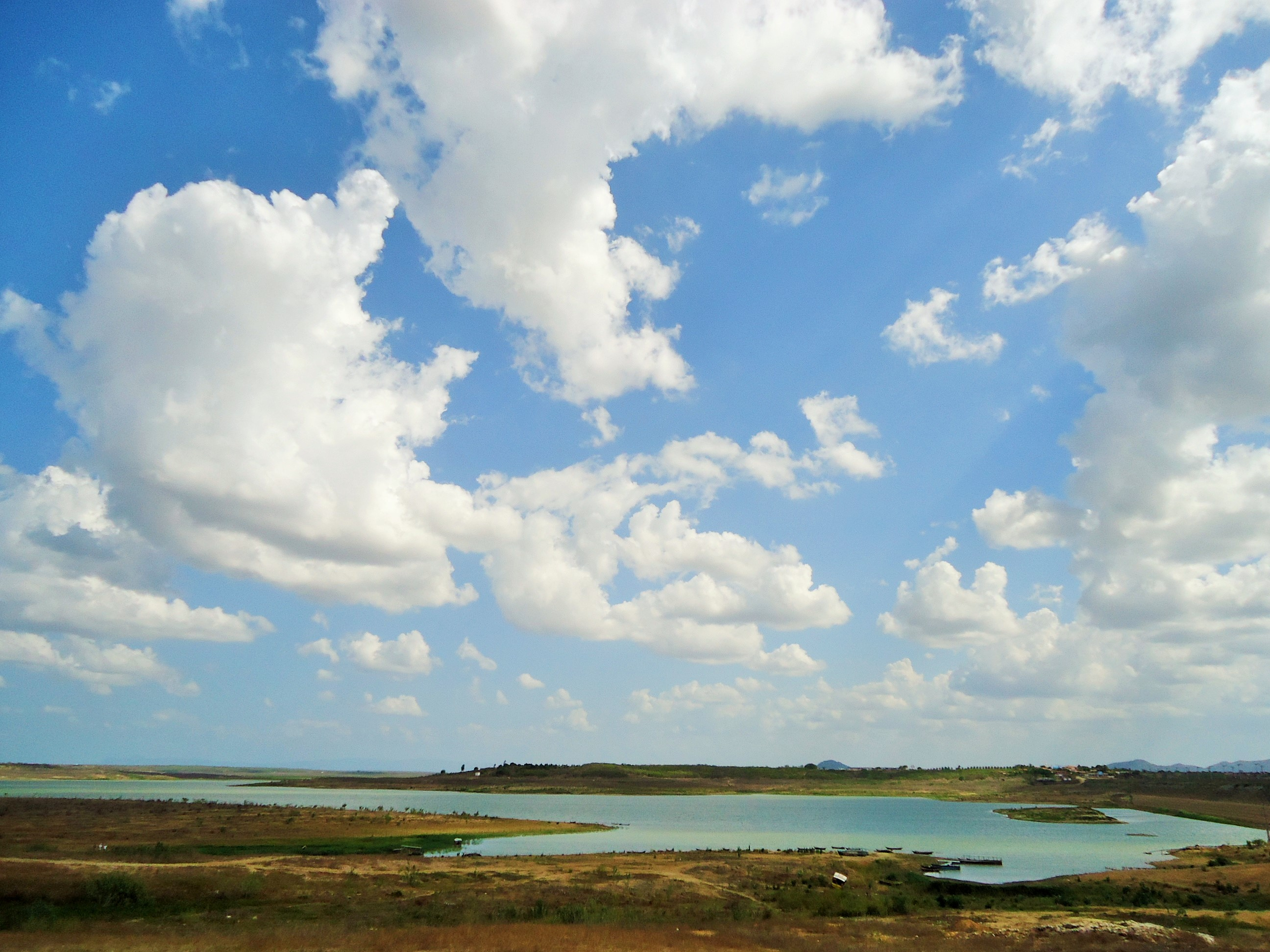
Açude Pereira de Miranda

Pentecoste pertence à microrregião vale do Médio Curu. Para se chegar à cidade, a partir da capital Fortaleza, o visitante deve acessar a BR- 222. Logo após o distrito de Croatá, no município de São Gonçalo do Amarante, deve entrar à esquerda na Rodovia CE-341 e, cerca de meia hora depois, estará em Pentecoste.

### Clima
O clima é tropical quente semiárido brando na maior parte do território e tropical quente subúmido no extremo sul, na região mais próxima ao maciço de Baturité. A pluviometria média na sede é de 818 mm com chuvas concentradas de fevereiro a maio.

### Hidrografia e recursos hídricos

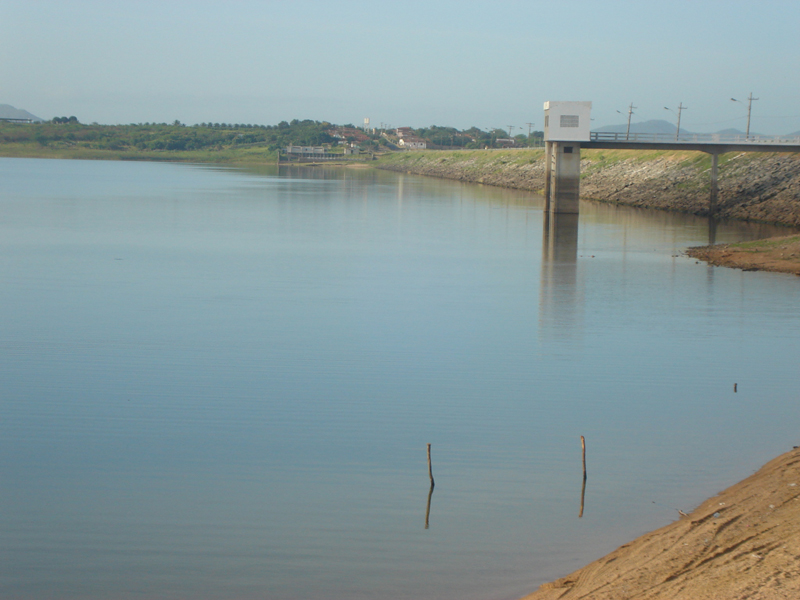
Açude Pereira de Miranda

Pentecoste fica localizado na bacia hidrográfica do rio Curu e ainda conta com um dos maiores açudes do estado, o Pereira de Miranda, além do Caxitoré.

### Subdivisão
O município está dividido em quatro unidades, a sede e três distritos: Porfírio Sampaio, Sebastião de Abreu, e Matias.

## Geologia

### Recursos minerais
Há registros de ocorrência de manganês no distrito de Matias. O minério ocorre na forma de lentes e blocos dispersos e com uma cobertura coluvionar. A associação mineral é formada por granada, quartzo e grafita. Essas ocorrências são correlacionáveis com as do município de Ocara.

## Economia
A economia do município está baseada na agricultura de subsistência das culturas de milho, feijão e mandioca, além de banana e coco em áreas irrigadas, próximas à faixa do rio Curu perenizado e do açude Pereira de Miranda, bem como da fábrica de Calçados Paquetá, filial de empresa do Rio Grande do Sul, que tem toda sua produção exportada para fora do estado e do país.
Vale ressaltar também que, no município, fica localizado um dos maiores centros de pesquisas ictiológicas da América do Sul, de onde são exportados alevinos de várias espécies e tecnologia de desenvolvimento de criatórios e reprodução para todo o estado e regiões Nordeste e Norte do país.

## Referencias
1. ↑  IBGE (10 out. 2002). «Área territorial oficial». Resolução da Presidência do IBGE de n° 5 (R.PR-5/02). Consultado em 5 de dezembro de 2010
2. ↑  «Censo Populacional 2022» Verifique valor |url= (ajuda). Censo Populacional 2022. Instituto Brasileiro de Geografia e Estatística (IBGE). 28 de junho de 2023. Consultado em 24 de julho de 2025
3. ↑  «Ranking decrescente do IDH-M dos municípios do Brasil». IBGE Humano. Programa das Nações Unidas para o Desenvolvimento (PNUD). 2010. Consultado em 24 de julho de 2025
4. 1 2  «Produto Interno Bruto dos Municípios 2023». Instituto Brasileiro de Geografia e Estatística. Consultado em 24 de julho de 2025
5. ↑  http://www2.ipece.ce.gov.br/atlas/capitulo1/12/126x.htm Em falta ou vazio |título= (ajuda)
6. ↑  dados da Fundação Cearense de Meteorologia e Recursos Hídricos - FUNCEME.
7. ↑  PINEO & PALHETA (2021). «Projeto mapa geológico e de recurso minerais do estado do Ceará». CPRM: Serviço Geológico do Brasil. Relatórios técnicos. Consultado em 16 de outubro de 2024